# Mariana Zuvic
Mariana de Jesús Zuvic (Río Gallegos, 18 de octubre de 1974) es una política argentina, actual diputada nacional por la Ciudad Autónoma de Buenos Aires. Fue Parlamentaria del Mercosur por Argentina por el bloque Cambiemos, integrando la Coalición Cívica ARI.

## Vida personal
Mariana Zuvic nació en Río Gallegos, Santa Cruz en 1974. Su padre, Ángel Miguel Zuvic. Si bien Zuvic intentó despegarse de la fortuna de su expareja, según consta en el expediente CFP N°7771/2014 (lavado de activos), era una usuaria cotidiana de las extensiones de tarjeta de crédito corporativas del Hiper Tehuelche, la empresa de Costa.
Asistió a escuelas primarias y secundarias públicas de Santa Cruz antes de inscribirse en la Universidad Pompeu Fabra de Barcelona para estudiar ciencias políticas. Ella y el empresario argentino y el senador de Santa Cruz Eduardo Raúl Costa vivieron juntos como socios románticos durante 12 años antes de separarse en 2019, con Zuvic citando la "violencia económica" como la razón. Tienen dos hijos. A pesar de ser referida como esposa de Costa, Zuvic dijo que no estaba casada.

## Carrera política

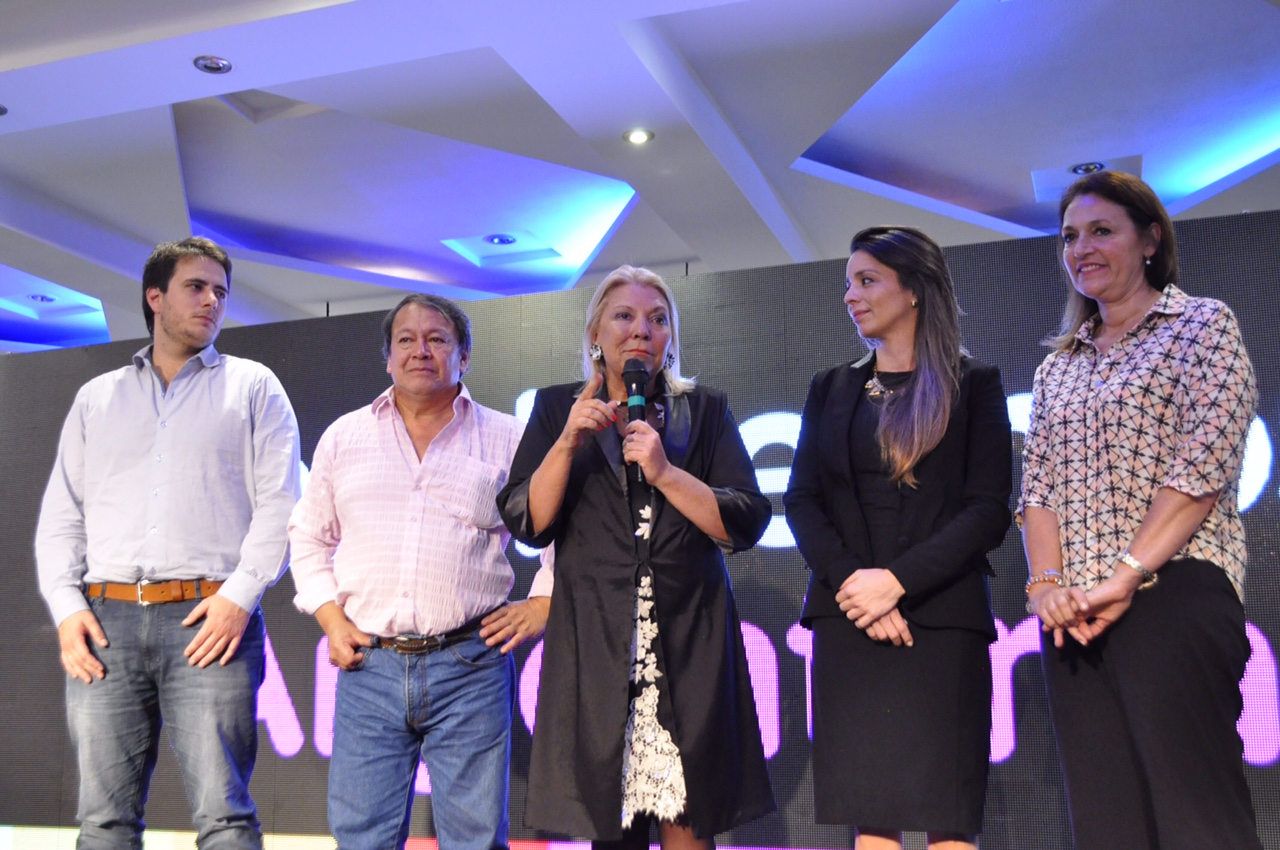
Zuvic, Elisa Carrió y otros políticos de Cambiemos en 2017.

Zuvic entró en política en 2007 en la Coalición Cívica ARI de Elisa Carrió, facción de Santa Cruz del partido
 En 2018, Zuvic publicó su primer libro El origen: una historia íntima de la creación de Néstor y Cristina Kirchner como políticos de Santa Cruz Muchos parlamentarios argentinos denunciaron que no se les pagaba sus viáticos. Sin los aportes, los diputados argentinos del Parlasur quedan atados a "las posibilidades monetarias de cada uno", Según Jorge Vanossi, diputado del Parlasur del Frente Renovador, el Gobierno argentino está obligado por la Ley de Presupuesto 2016 a brindar las partidas correspondientes para los gastos de los parlamentarios. Tras judicializarse la polémica la Cámara Nacional Electoral y la Justicia ordenó contemplar en la discusión parlamentaria del Presupuesto 2017 una partida que permita el pago de las dietas de los 43 diputados del Parlasur, por montos similares a las percibidas por diputados y senadores nacionales. la justicia determinó que: "los parlamentarios del Mercosur en representación de la ciudadanía argentina, serán asimilados en el derecho interno a los diputados nacionales” y que "la función de los representantes argentinos en el Parlamento del Mercosur “no puede ser de carácter gratuito”. “el Estado Argentino   [...]   está obligado respecto del organismo internacional, [...]-

## Trayectoria
Cursó sus estudios de primaria y secundaria en Santa Cruz. Estudió Ciencias Políticas y en la Universidad Pompeu Fabra, aunque nunca obtuvo un título.

### Comienzos
En 2007 incursiona en política dentro de la Coalición Cívica ARI  de Santa Cruz. En el año 2015 se presentó como candidata principal por el distrito nacional para las elecciones de parlamentarios del mercosur por el frente Cambiemos, resultando electa.

### Parlamento del Mercosur

#### Sueldos parlamentarios del Mercosur
Durante la campaña electoral de 2015, Mariana Zuvic, propuso que los parlamentarios del Mercosur no cobren sueldo hasta el año 2020. El gobierno nacional, dispuso que los parlamentarios recibirán únicamente 200 dólares en concepto de pasajes y viáticos por día de asistencia a las sesiones del Parlasur en Montevideo.

#### Bloque de Integración Democrática
El 26 de abril conformó el Bloque de Integración Democrática, integrado por parlamentarios de Venezuela, Brasil, Uruguay y la República Argentina. En la XXXVII Sesión del Parlamento del Mercosur se presentó una cuestión de privilegio contra Mariana Zuvic (Alianza Cambiemos) por su conducta de “agravio, desprestigio, denostación y vilipendio a la institucionalidad y a las actividades del organismo del cual ella misma es funcionaria”, la cual será analizada por la Comisión de Asuntos Jurídicos siendo pasible una sanción.

#### Actividad en el Parlasur
De acuerdo con la página web oficial del Parlasur, Zuvic no acredita actividad alguna.